# 新城健太
新城 健太（しんじょう けんた、1993年12月21日 - ）は、静岡放送のアナウンサー。

## 来歴
埼玉県新座市出身。新座市立第五中学校、立教新座高等学校、立教大学社会学部卒業。大学在学時にはテレビ朝日アスクに通っていた。
大学を卒業後、2016年に静岡放送に入社。同期の大槻有沙、同年に日本海テレビから移籍してきた桑原秀和とともに同局のアナウンサーになる。

## 担当番組

### テレビ番組
- イブアイしずおか
- スポーツ中継[7] - 実況担当（2017年8月[8] - ）
- Soleいいね! - 中継リポーター（2017年10月[9] - ）、MC[注 1]
- ORANGE
- お買いものいいね!
- みなスポ - メインキャスター（2025年4月[10] - ）

### ラジオ番組
- アナらじ
- スポーツ中継[7]
- IPPO - 月曜パーソナリティ（2023年10月 - 2025年3月[11]）